# Mamaj (film)
Mamaj (ukr. Мамай) – ukraiński film fabularny w reżyserii Ołesia Sanina zrealizowany w 2003 roku na zlecenie ukraińskiego Ministerstwa Kultury i Sztuki (obecnie Ministerstwo Kultury i Sportu).
Film tak w samym tytule, jak i w wątku fabularnym zawiera odniesienia do tradycji ludowej ukraińskiej i tatarskiej. W tradycji ukraińskiej XVI-XIX wieku występuje postać Kozaka Mamaja. Natomiast w tradycji tatarskiej Mamaj to imię słynnego przywódcy Złotej Ordy z XVI wieku. Podobnie fabuła osnuta została na podaniach zaczerpniętych z obu kultur, ukraińskiej i Tatarów krymskich. Tematyka wpisuje się też w tematykę romansów w stylu Romea i Julii.
Film jest parabolą ideałów bohaterskich i walki o wolność.

## Fabuła
Sanin połączył ze sobą w linii fabularnej filmu dwa wątki literatury ludowej. Pierwszy to ukraińska Duma o trzech braciach azowskich z XVI wieku. Drugi – tatarska Pieśń derwisza o trzech walecznych Mamelukach.
Akcja filmu rozgrywa się na rozległych stepach ukraińskich na pograniczu Krymu, gdzie ścierają się ze sobą ludy koczownicze i osiadłe.
Trzech braci, służących w trzech różnych armiach, rzuca służbę wojskową, usłyszawszy płacz Złotej Pieśniowej Niani. Jak głosi tatarska legenda, kiedy niania trafia w obce ręce, Tatarzy tracą siłę, ich naród się rozpada i przerywa się linia rodu.
Uciekającego najmłodszego brata Mamaja znajduje na stepie piękna Tatarka imieniem Omaj i ratuje go od śmierci. Młodzi zakochują się w sobie, niepomni na wielowiekową nienawiści między obu nacjami.

## Obsada
W rolach głównych:
- Andrij Biłous – Mamaj
- Wiktorija Spesiwcewa – Tatarka Omaj

W pozostałych rolach:
- Nazl Sejtablajewa – mała Tatarka
- Sergij Romaniuk – starszy brat
- Ołeś Sanin – średni brat
- Achtem Seitabłajew – wojownik tatarski
- Eldar Akimow – wojownik tatarski
- Emil Rasiłow – wojownik tatarski
- Zarema Bieljałowa

## Nagrody i nominacje
- Ukraińska Nagroda Państwowa im. Ołeksandra Dowżenki
- Oficjalny ukraiński kandydat do Oscara za najlepszy film nieanglojęzyczny 2003-ego roku[2].